# Fußball-Verbandsliga Westfalen 1977/78
Die Saison 1977/78 war die 22. Spielzeit der drittklassigen Verbandsliga Westfalen und die letzte als höchste westfälische Amateurliga. Meister wurde der DSC Wanne-Eickel, der sich in der folgenden Aufstiegsrunde zur 2. Bundesliga durchsetzen konnten. 17 Mannschaften qualifizierten sich für die neu geschaffene Fußball-Oberliga Westfalen. Aus der Gruppe 1 stiegen der FC Gohfeld und die Hammer SpVg, aus der Gruppe 2 der VfL Bad Berleburg und der SSV Hagen ab. Aus den Landesligen stiegen insgesamt 17 Mannschaften auf.

## Qualifikation zur Oberliga
Für die neu geschaffene Oberliga Westfalen qualifizierten sich die ersten acht Mannschaften der zwei Verbandsligastaffeln. Die neunt- und zehntplatzierten Mannschaften ermittelten vorsorglich in Hin- und Rückspiel weitere zukünftige Oberligisten. Der Westfalenmeister DSC Wanne-Eickel stieg in die 2. Bundesliga auf. Dafür kam mit dem SC Herford eine Mannschaft als Absteiger aus der 2. Bundesliga hinzu.
Bei den folgenden Tabellen sind die Teilnehmer zur Westfalenmeisterschaft gelblich unterlegt. Die rötlich unterlegten Mannschaften haben sich direkt für die Oberliga qualifiziert. Die Teilnehmer an der Qualifikationsrunde sind bläulich unterlegt.

## Legende
|     |                                                          |
| (A) | Absteiger aus der 2. Bundesliga in der Vorsaison         |
| (N) | Aufsteiger aus der Landesliga Westfalen in der Vorsaison |

## Tabellen

### Gruppe 1
Die Fußballabteilungen der DJK und des SVA Gütersloh fusionierten am 12. Mai 1978 zum FC Gütersloh. Daher nehmen die TSG Harsewinkel an den Entscheidungsspielen der Neunten und der Erler SV 08 an den Entscheidungsspielen der Zehnten teil. Der Erler SV 08 wechselte zur Saison 1978/79 in die Gruppe 2. Eintracht Gelsenkirchen-Horst benannte sich in STV Horst-Emscher um und wechselte ebenfalls in die Gruppe 2.
| Pl.               | Verein                        | Sp. | S  | U  | N  | Tore    | Diff. | Punkte |
| ----------------- | ----------------------------- | --- | -- | -- | -- | ------- | ----- | ------ |
| 1.                | 1. FC Paderborn               | 34  | 19 | 10 | 5  | 065:330 | +32   | 48:20  |
| 2.                | VfB Rheine                    | 34  | 20 | 8  | 6  | 051:340 | +17   | 48:20  |
| 3.                | TuS Schloß Neuhaus (N)        | 34  | 21 | 4  | 9  | 076:410 | +35   | 46:22  |
| 4.                | Ahlener SV                    | 34  | 18 | 7  | 9  | 054:400 | +14   | 43:25  |
| 5.                | Bünder SV                     | 34  | 16 | 7  | 11 | 068:470 | +21   | 39:29  |
| 6.                | SpVg Emsdetten 05             | 34  | 15 | 9  | 10 | 051:520 | −1    | 39:29  |
| 7.                | SpVg Beckum                   | 34  | 13 | 12 | 9  | 047:390 | +8    | 38:30  |
| 8.                | DJK Gütersloh                 | 34  | 15 | 7  | 12 | 064:470 | +17   | 37:31  |
| 9.                | SVA Gütersloh                 | 34  | 15 | 7  | 12 | 052:370 | +15   | 37:31  |
| 10.               | TSG Harsewinkel (N)           | 34  | 13 | 10 | 11 | 047:430 | +4    | 36:32  |
| 11.               | Erler SV 08                   | 34  | 13 | 8  | 13 | 065:630 | +2    | 34:34  |
| 12.               | Eintracht Gelsenkirchen-Horst | 34  | 12 | 6  | 16 | 047:630 | −16   | 30:38  |
| 13.               | ASC Schöppingen (N)           | 34  | 10 | 8  | 16 | 046:590 | −13   | 28:40  |
| 14.               | Warendorfer SU                | 34  | 8  | 9  | 17 | 044:690 | −25   | 25:43  |
| 15.               | Herringer SV                  | 32  | 8  | 8  | 16 | 049:580 | −9    | 24:40  |
| 16.               | TuS Ahlen                     | 34  | 6  | 10 | 18 | 030:670 | −37   | 22:46  |
| 17.               | FC Gohfeld                    | 34  | 6  | 7  | 21 | 040:710 | −31   | 19:49  |
| 18.               | Hammer SpVg                   | 34  | 3  | 13 | 18 | 031:640 | −33   | 19:49  |
| Stand: Saisonende |                               |     |    |    |    |         |       |        |

#### Entscheidungsspiele um Platz eins
Die punktgleichen Mannschaften aus Paderborn und Rheine mussten in Hin- und Rückspiel den Meister der Gruppe 1 ermitteln. Gespielt wurde am 4. und 7. Mai 1978 vor 5.300 bzw. 7.000 Zuschauern. Paderborn setzte sich durch und qualifizierte sich für die Westfalenmeisterschaft.
|            | Gesamt |                 | Hinspiel  | Rückspiel |
| ---------- | ------ | --------------- | --------- | --------- |
| VfB Rheine | 1:2    | 1. FC Paderborn | 0:1 (0:0) | 1:1 (1:1) |

### Gruppe 2
Der BV Brambauer und der SC Recklinghausen wechselten zur Saison 1978/79 in die Gruppe 1.
| Pl.               | Verein                     | Sp. | S  | U  | N  | Tore    | Diff. | Punkte |
| ----------------- | -------------------------- | --- | -- | -- | -- | ------- | ----- | ------ |
| 1.                | DSC Wanne-Eickel           | 34  | 25 | 5  | 4  | 089:330 | +56   | 55:13  |
| 2.                | SpVgg Erkenschwick         | 34  | 22 | 6  | 6  | 076:350 | +41   | 50:18  |
| 3.                | VfL Gevelsberg             | 34  | 20 | 7  | 7  | 073:480 | +25   | 47:21  |
| 4.                | Sportfreunde Siegen        | 34  | 20 | 5  | 9  | 085:540 | +31   | 45:23  |
| 5.                | DJK Hellweg Lütgendortmund | 34  | 16 | 13 | 5  | 058:280 | +30   | 45:23  |
| 6.                | SuS Hüsten 09              | 34  | 17 | 6  | 11 | 070:580 | +12   | 40:28  |
| 7.                | SV Holzwickede             | 34  | 16 | 7  | 11 | 060:430 | +17   | 39:29  |
| 8.                | Eintracht Recklinghausen   | 34  | 14 | 11 | 9  | 060:430 | +17   | 39:29  |
| 9.                | VfB Altena                 | 34  | 14 | 9  | 11 | 053:490 | +4    | 37:31  |
| 10.               | TuS Iserlohn               | 34  | 13 | 10 | 11 | 049:510 | −2    | 36:32  |
| 11.               | SC Recklinghausen          | 34  | 12 | 7  | 15 | 043:450 | −2    | 31:37  |
| 12.               | VfL Bochum A.              | 34  | 10 | 11 | 13 | 052:570 | −5    | 31:37  |
| 13.               | SG Wattenscheid 09 Am.     | 34  | 8  | 13 | 13 | 041:470 | −6    | 29:39  |
| 14.               | BV Brambauer (N)           | 34  | 10 | 5  | 19 | 059:720 | −13   | 25:43  |
| 15.               | TuS Neuenrade              | 34  | 8  | 8  | 18 | 051:800 | −29   | 24:44  |
| 16.               | TSV Bigge-Olsberg          | 34  | 5  | 9  | 20 | 038:840 | −46   | 19:49  |
| 17.               | SSV Hagen                  | 34  | 3  | 6  | 25 | 042:107 | −65   | 12:56  |
| 18.               | VfL Bad Berleburg (N)      | 34  | 1  | 6  | 27 | 019:830 | −64   | 08:60  |
| Stand: Saisonende |                            |     |    |    |    |         |       |        |

## Westfalenmeisterschaft
Die beiden Gruppensieger ermittelten in Hin- und Rückspiel den Westfalenmeister. Im Gegensatz zum Vorjahr qualifizierte sich der Westfalenmeister direkt für die Aufstiegsrunde zur 2. Bundesliga, während der Vizemeister zusätzliche Qualifikationsspiele gegen den Vierten der Oberliga Nord Holstein Kiel austragen musste. Die Spiele fand am 10. und 13. Mai 1978 vor 3.000 bzw. 5.000 Zuschauern statt. Wanne-Eickel setzte sich durch und wurde Westfalenmeister.
|                                        | Gesamt |                                       | Hinspiel  | Rückspiel |
| -------------------------------------- | ------ | ------------------------------------- | --------- | --------- |
| DSC Wanne-Eickel Meister der Staffel 2 | 3:2    | 1. FC Paderborn Meister der Staffel 1 | 2:0 (1:0) | 1:2 (0:2) |

## Entscheidungsspiele zur Oberliga Westfalen
Die beiden neunt- und zehntplatzierten Mannschaften ermittelten in Hin- und Rückspiel vorsorglich weitere Teilnehmer an der Oberliga Westfalen. Durch die Fusion der Gütersloher Vereine rückten aus der Gruppe 1 der zehnt- und elftplatzierte nach.

### Entscheidungsspiele der Neunten
Die Spiele fanden am 13. und 19. Mai 1978 statt. Altena setzte sich sportlich durch. Da eine westfälische Mannschaft aus der 2. Bundesliga abstieg und der DSC Wanne-Eickel in die 2. Bundesliga aufstieg wurden die Entscheidungsspiele bedeutungslos. Beide Mannschaften qualifizierten sich für die Oberliga.
|                 | Gesamt |            | Hinspiel  | Rückspiel |
| --------------- | ------ | ---------- | --------- | --------- |
| TSG Harsewinkel | 4:6    | VfB Altena | 2:1 (1:1) | 2:5 (1:2) |

### Entscheidungsspiele der Zehnten
Die Spiele fanden am 20. und 27. Mai 1978 statt. Erle setzte sich sportlich durch. Da eine westfälische Mannschaft aus der 2. Bundesliga abstieg und der DSC Wanne-Eickel in die 2. Bundesliga aufstieg wurden die Entscheidungsspiele bedeutungslos. Beide Mannschaften qualifizierten sich nicht für die Oberliga.
|             | Gesamt |              | Hinspiel  | Rückspiel |
| ----------- | ------ | ------------ | --------- | --------- |
| Erler SV 08 | 6:1    | TuS Iserlohn | 2:1 (1:0) | 4:0 (2:0) |

## Aufstieg zur Verbandsliga
Die Einführung der Oberliga Westfalen hatte auch Auswirkungen auf die Landesligen. Durch die vielen frei gewordenen Plätze gab es in der Saison 1977/78 einen erhöhten Aufstieg in die Verbandsliga. Anders als in den Vorjahren stiegen nicht nur die fünf Staffelmeister, sondern auch die jeweiligen Vizemeister und Dritten direkt in die Verbandsliga auf. Die Tabellenvierten ermittelten in einer Aufstiegsrunde weitere Aufsteiger. Die folgende Tabelle zeigt die ersten vier Plätze der fünf Landesligastaffeln der Saison 1977/78:
| Platz | Staffel 1             | Staffel 2             | Staffel 3           | Staffel 4               | Staffel 5          |
| ----- | --------------------- | --------------------- | ------------------- | ----------------------- | ------------------ |
| 1.    | BV Bad Lippspringe    | VfL Klafeld-Geisweid  | Lüner SV            | Westfalia Westerkappeln | Teutonia Lippstadt |
| 2.    | SC Verl               | SuS Niederschelden/G. | SC Gelsenkirchen 07 | VfB Waltrop             | Rot-Weiß Unna      |
| 3.    | SC Oberbecksen        | SpVg Olpe             | FC Schalke 04 Am.   | TSV Marl-Hüls           | BSV Menden         |
| 4.    | TuS Horn-Bad Meinberg | Sportfreunde Oestrich | BV Herne-Süd        | SpVg Marl               | TuS Belecke        |

Die Aufstiegsrunde wurde laut Westfälischer Anzeiger vom 19. Juni 1978 bei dem folgenden Tabellenstand abgebrochen, nachdem der DSC Wanne-Eickel den Aufstieg in die 2. Bundesliga geschafft hatte. Oestrich, Horn-Bad Meinberg und Marl stiegen in die Verbandsliga auf.
| Pl.                           | Verein                | Sp. | S | U | N | Tore    | Diff. | Punkte |
| ----------------------------- | --------------------- | --- | - | - | - | ------- | ----- | ------ |
| 1.                            | Sportfreunde Oestrich | 3   | 2 | 1 | 0 | 010:600 | +4    | 05:10  |
| 2.                            | TuS Horn-Bad Meinberg | 3   | 2 | 1 | 0 | 007:400 | +3    | 05:10  |
| 3.                            | SpVg Marl             | 2   | 2 | 0 | 0 | 004:000 | +4    | 04:0   |
| 4.                            | BV Herne-Süd          | 2   | 1 | 0 | 1 | 004:300 | +1    | 02:20  |
| 5.                            | TuS Belecke           | 3   | 0 | 0 | 3 | 001:100 | −9    | 0:60   |
| Stand: Nach Abbruch der Runde |                       |     |   |   |   |         |       |        |